# 1906 w sztukach plastycznych
Wydarzenia w sztukach plastycznych i wizualnych w 1906 roku.

## Malarstwo

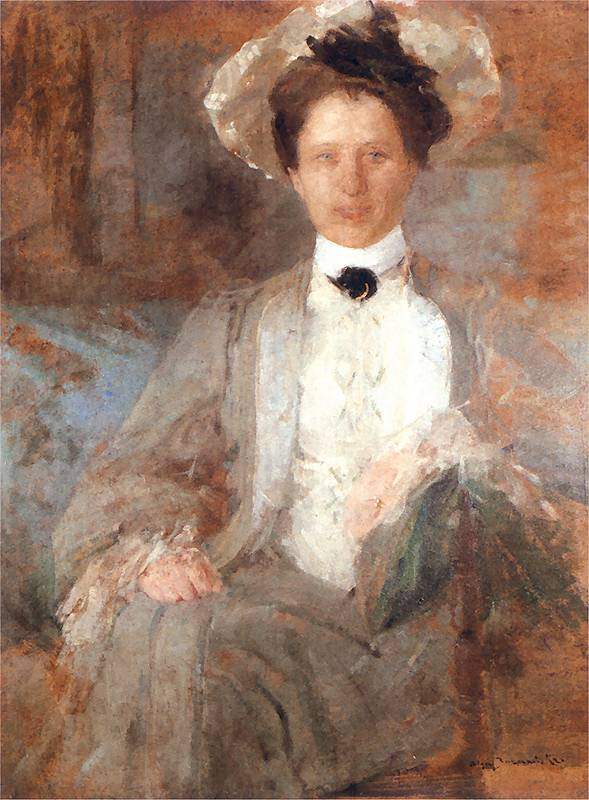
Olga Boznańska Portret pani w białym kapeluszu

- Olga Boznańska

Portret Heleny i Władysławy Chmielarczykówien
Portret pani w białym kapeluszu – olej na płótnie, 107×80 cm
- Józef Chełmoński

Świt. Królestwo ptaków
- André Derain

Londyńskie doki
- Julian Fałat

Na wiosnę – akwarela, gwasz na papierze
Kościół w Osieku (I)
Kościół w Osieku (II) – akwarela
Kazanie na odpuście w Kalwarii – olej na płótnie, 118,5x207 cm
- Edward Hopper

Autoportret
Most w Paryżu
- Henri Matisse

Martwa natura z czerwonym dywanem
Wiosenne słońce nad Sekwaną
- Pablo Picasso

Autoportret z paletą
- Maurice de Vlaminck

Rzeka Seine w Chatou

## Urodzeni
- 19 kwietnia – Victor Vasarely (zm. 1997), artysta węgierskiego pochodzenia
- 23 kwietnia - Bronisław Wojciech Linke (zm. 1962), polski malarz, rysownik i grafik

## Zmarli
- 10 kwietnia - Juan de Barroeta (ur. 1835), hiszpański malarz
- 6 czerwca - Jules Férat (ur. 1829), francuski malarz i ilustrator
- 16 czerwca - Juan Antonio Benlliure Tomás (ur. 1832), hiszpański malarz
- 3 lipca - Gédéon Baril (ur. 1832),  francuski karykaturzysta, malarz, pisarz i ilustrato
- 5 lipca - Jules Breton (ur. 1827), francuski malarz realista, poeta i pisarz
- 22 października - Paul Cézanne (ur. 1839), francuski malarz